# Aldo Ciccolini
Aldo Ciccolini (15. srpna 1925 Neapol – 1. února 2015 Paříž) byl francouzský klavírista pocházející z Itálie.

## Život
Aldo Ciccolini se narodil v roce 1925 v Neapoli. Jeho otec, který měl titul markýze z Macerary pracoval jako typograf. Jeho prvním učitelem hry na klavír byl Maria Vigliarolo d’Ovidio. Na neapolskou konzervatoř vstoupil v roce 1934 na zvláštní povolení ředitele Francesca Cilea, neboť mu bylo pouhých 9 let. Hru na klavír studoval pod vedením Paolo Denza (žáka Ferruccia Busoniho) a harmonii a kontrapunkt u Achille Longa.
Svou koncertní kariéru zahájil v divadle Teatro San Carlo ve věku 16 let. Krátce po 2. světové válce však hrál dokonce v barech, aby podpořil svou rodinu. V roce 1949 získal dělenou první cenu (s Věnceslavem Jankovem) v prestižní klavírní soutěži Marguerite Long-Jacques Thibaud Competition v Paříži (mezi vítězi této soutěže jsou např. klavíristé Paul Badura-Skoda nebo Pierre Barbizet). V Paříži dále pokračoval ve studiu u Marguerite Longové.
V Paříži se usadil natrvalo. V roce 1969 získal francouzské občanství a v letech 1970–1988 vyučoval na pařížské konzervatoři. Mezi jeho studenty patřili např. Akiko Ebi, Géry Moutier, Jean-Yves Thibaudet, Artur Pizarro, Nicholas Angelich, André Sayasov a Jean-Luc Kandyoti.

## Dílo
Ciccolini proslul jako vynikající interpret a propagátor hudby francouzských skladatelů Camill Saint-Saënse, Maurice Ravela, Clauda Debussyho, Charlese-Valentina Alkana a Erika Satieho, ale i méně známých skladatelů, jako jsou Déodat de Séverac, Jules Massenet a Alexis de Castillon. Je rovněž znám jako interpret skladatelů španělských, jako byli Isaac Albéniz, Enrique Granados či Manuel de Falla.
V roce 2000 byl Ciccolini jmenován čestným prezidentem společnosti Associazione Musicale Aldo Ciccolini, která se zabývá podporou kulturních a hudebních událostí v jeho rodné Neapoli.
Ciccolini zemřel 1. února 2015 v Paříži ve věku 89 let.

## Diskografie
Během své kariéry vytvořil Ciccolini více než stovku na hrávek pro firmu EMI-Pathé Marconi a další gramofonové společnosti. Mezi nimi jsou úplné nahrávky všech sonát Wolfganga Amadea Mozarta a Ludwiga van Beethovena, souborné klavírní dílo Claude Debussyho a dvě úplné nahrávky díla Erika Satieho.
V roce 2002 obdržel cenu Diapason d’Or za své nahrávky kompletního klavírního díla Leoše Janáčka pro firmu Abeille Music a Roberta Schumanna pro firmu Cascavelle.
Nahrával i méně známé skladby, jako např. výběr z cyklu Péchés de vieillesse Gioacchina Rossiniho.